# Hector Monro
Hector Seymour Peter Monro (né le 4 octobre 1922 à Édimbourg et décédé le 30 août 2006 à Dumfries), baron Monro de Langholm, était un homme politique britannique.

## Biographie
Membre du Parti conservateur. Il fut sous-secrétaire d'État pour l'Écosse de 1971 à 1974 et de 1992 à 1995 et sous-secrétaire d'État à l'Environnement de 1979 à 1981. Également, porte-parole du Parti conservateur de 1974 à 1979.
En 1976, il devient le 90e président de la Fédération écossaise de rugby à XV.